# Michael Wheeler (lekkoatleta)
Michael Keith Valentine Wheeler, również Mike Wheeler (ur. 14 lutego 1935 w Watford, zm. 5 stycznia 2020 w Poole) – brytyjski lekkoatleta (sprinter), medalista olimpijski z 1956.
Specjalizował się w biegu na 400 metrów. Zdobył brązowy medal na igrzyskach olimpijskich w 1956 w Melbourne w sztafecie 4 × 400 metrów (biegła w składzie: John Salisbury, Wheeler, Peter Higgins i Derek Johnson), a w biegu na 400 metrów odpadł w ćwierćfinale.
Był mistrzem Wielkiej Brytanii (AAA) w biegu na 440 jardów w 1956. Dwukrotnie ustanawiał rekordy Wielkiej Brytanii w sztafecie 4 × 400 metrów (do wyniku 3:07,2 1 grudnia 1956 w Melbourne).
Rekordy życiowe:
| Konkurencja        | Data i miejsce | Wynik |
| ------------------ | -------------- | ----- |
| bieg na 400 metrów | 1955           | 47,4  |